# Automeris gunneri
Automeris gunneri é uma espécie de mariposa do gênero Automeris, da família Saturniidae.
Sua ocorrência foi registrada em 2016 por Ronald Brechlin na Colômbia, no departamento de Tolima, Cerro Bravo, La Libia.